# Charles Piroth
Charles Jean Clément Piroth (14 agosto 1906 – 15 marzo 1954) è stato un militare francese. 
Espletò tre mandati in Vietnam durante la prima guerra d'Indocina. Piroth comandò l'artiglieria durante la battaglia di Điện Biên Phủ. Prima dello scoppio delle ostilità, in modo audace e ottimista affermò: "Ho più armi di quante me ne servano".  Dopo che le sue batterie di artiglieria non riuscirono a fornire un supporto adeguato, si suicidò nel suo bunker.

## Biografia

### Primi anni di vita
Charles Piroth nacque a Champlitte, nella regione francese dell'Alta Saona il 14 agosto 1906, figlio del birraio Charles Piroth e di Marie Mathilde Bogli. Il 30 agosto 1926 sposò Odette Marie Maillot a Champlitte.

### Carriera militare
Piroth prestò servizio come ufficiale di artiglieria nella campagna d'Italia durante la seconda guerra mondiale. L'ultimo reggimento che comandò fu il 41º reggimento di artiglieria coloniale.
Piroth prestò servizio in Indocina nel corso di tre mandati. Il primo mandato, iniziato a ottobre 1945, lo espletò come maggiore agli ordini del generale Philippe Leclerc de Hauteclocque. Insieme ai suoi artiglieri, prestò servizio nella fanteria a causa della necessità di soldati in prima linea e della mancanza di bersagli per l'artiglieria. Piroth si dimostrò un ufficiale comandante popolare e rispettato quando prestò servizio a nord di Saigon in un'area conosciuta come Thủ Dầu Một.
Il 17 dicembre 1946, Piroth fu gravemente ferito durante un'imboscata ma rimase al comando fino a quando non fu evacuato a Saigon, dove gli venne amputato un braccio senza anestesia. Piroth fu mandato in convalescenza in Francia. Tornò in Indocina, ma un anno dopo, nel 1950, il generale Jean de Lattre de Tassigny appena arrivato, lo rimosse dallo stato maggiore.

### Điện Biên Phủ
Alla fine del 1953, Piroth ottenne il comando delle forze di artiglieria a Điện Biên Phủ dal suo comandante, il colonnello Christian de Castries. L'artiglieria francese a Điện Biên Phủ comprendeva solo 30 cannoni medi e pesanti, sebbene fosse dotato di grandi scorte di proiettili, trasportate in aereo nella zona prima dell'inizio dell'assedio.
De Castries e altri espressero la preoccupazione che la potenza di fuoco dell'artiglieria disponibile potesse rivelarsi inadeguata in caso di attacco da parte del Việt Minh, ma l'esperto Piroth rispose che il Việt Minh sarebbe stato in grado di spostare solo un piccolo numero di pezzi di artiglieria leggera attraverso le ripide colline della giungla che circondavano la valle di Điện Biên Phủ, e che i suoi cannoni, se ben posizionati, sarebbero stati in grado di dominare il campo di battaglia, aggiungendo che "nessun cannone viet sparerà più di tre colpi prima di essere localizzato e distrutto". Rassicurò gli ufficiali della sua batteria dicendo: "Non preoccupatevi, ragazzi, dovranno rivelare la loro posizione quando spareranno e, cinque minuti dopo, non ci sarà più artiglieria viet".
Durante i primi quattro mesi dell'occupazione francese della valle, l'ottimismo di Piroth apparve giustificato. Tuttavia, il Việt Minh approfittò di questo tranquillo intermezzo per concentrare grandi quantità di artiglieria sulle alture, dominando la guarnigione francese. Trasportando le armi lungo i sentieri della giungla, lo schieramento dell'artiglieria difensiva di Piroth, numericamente inferiore, si rivelò inadeguato a fornire un fuoco di sostegno reciproco per i punti di forza francesi, che erano estremamente dispersi.
Le fasi iniziali della battaglia iniziarono con tre giorni di pesanti bombardamenti da parte delle forze del Việt Minh guidate dal generale Võ Nguyên Giáp. L'artiglieria difensiva sconfitta non fu in grado di assistere adeguatamente le forze francesi assediate su due colline lontane tra loro: Gabrielle e Beatrice . Entrambe le fortezze caddero rapidamente in mano al Việt Minh. Piroth cadde in una grave depressione a causa dell'incapacità dei suoi cannoni di sostenere i difensori e di annullare l'artiglieria Việt Minh, come aveva promesso prima dell'inizio della battaglia.

### Morte
Il 15 marzo, dopo aver fatto il giro del campo per scusarsi con vari colleghi ufficiali, Piroth tornò nel suo bunker e tolse l'anello da una granata che teneva stretta al petto, facendosi esplodere. Fu sepolto segretamente nel bunker e la sua morte fu tenuta nascosta per diversi giorni fino a quando, grazie a giornali aviolanciati sul campo, i suoi uomini appresero la notizia, che era trapelata alla stampa da una fonte sconosciuta. Il suo sostituto, il tenente colonnello Guy Vaillant, giunse il 20 marzo tramite un'aeroambulanza, una delle poche riuscita ad atterrare con successo a Điện Biên Phủ durante il conflitto.

## Premi e riconoscimenti
- Comandante della Legion d'Onore
- Croix de Guerre 1939–1945 con palma in bronzo e due citazioni
- Croix de guerre des théâtres d'opérations extérieures